# Ріґан Гаґар
Ріґан Гаґар — американський музикант, барабанщик рок-гуртів Malfunkshun, Brad та Satchel.

## Життєпис
Ріґан Гаґар народився та виріс в Сіетлі, в нейборгуді Равенна. Він почав грати на барабані в шкільному оркестрі, хоча й не дуже це любив. Його музичні захоплення починались з The Beatles та Елтона Джона. Пізніше він став слухати рок-гурти на кшталт Led Zeppelin, Kiss та Aerosmith, а також панк-рокові колективи. Разом с цим він повернувся до барабанів та став вчитись грати на них самостійно. У восьмому класі родина Гаґарів переїхала на Острів Бейнбрідж. Коли Ріґану виповнилось 14 років, він почав підробляти прибиральником в клубі Showbox разом з Блейном Куком з гурту The Fartz. Юнаки не отримували зарплатню, проте мали можливість спостерігати за концертами. Саме там — в черзі на виступ Devo — Хагар познайомився з братами Енді та Кевіном Вудом. Виявилось, що в них є власний гурт і вони шукають барабанщика. Саме так Ріган Хагар став учасником Malfunskhun.
Гаґар грав у Malfunkshun майже вісім років — з 1980 по 1988. Гурт не видав жодної повноцінної платівки, окрім двох пісень, записаних для збірки Deep Six. В кожного з музикантів був власний сценічний образ, а Ріґан назвав себе Тундарр («Thundar»), немов би міфічний герой-вікінг, через своє скандинавське походження. В 1988 році Енді Вуд та Ріґан Гаґар приєднались до іншого колективу Lords of the Wasteland разом зі Стоуном Ґоссардом та Джефом Аментом, які до цього грали в Green River. Згодом на місце Гаґара прийшов Ґреґ Ґілмор, куди більш відомий і вправний місцевий музикант, а колектив змінив назву на Mother Love Bone. Енді Вуд повністю присвятив себе новому гуртові, тому Malfunkshun були неактивні. Але в 1990 році Вуд вмер через передозування наркотиків, і Malfunkshun остаточно перестав існувати.
У 1992 році Ріґан Гаґар приєднався до супергурту Brad, який заснував гітарист Pearl Jam Стоун Ґоссард разом з вокалістом Шоном Смітом та бас-гітаристом Джеремі Тобаком. Колектив видав повноцінний альбом Shame (1992), після чого Ґоссард повернувся до Pearl Jam. Гаґар та Сміт вирішили продовжити співпрацю, і заснували ще один проєкт Satchel. Протягом наступних років вони випустили дві платівки EDC (1994) та The Family (1996). Окрім того, на лейблі Ґоссарда вийшов альбом Malfunkshun — Return to Olympus (1995), що містив декілька демозаписів середини вісімдесятих років. В 1996 році Госсард вирішив відродити Brad і гурт став повноцінним колективом.
Протягом 2000-х років Ріґан Гаґар продовжував грати у Brad. У 2006 році гітарист Кевін Вуд (брат Ендрю) реанімував Malfunkshun і записав за участі Гаґара платівку Monument. Окрім гри на барабанах, Гаґар деякий час працював концертним менеджером Ніла Янга, а також займався оформленням музичних альбомів.